# Tick Tock
«Tick Tock» es una canción del grupo británico de música electrónica Clean Bandit y la cantante británica Mabel, con el rapero estadounidense 24kGoldn. Fue escrita por Mabel, 24kGoldn, Kamille, Grace Chatto y Jack Patterson, los dos últimos de los cuales también produjeron la canción con Mark Ralph. Fue lanzado por Atlantic Records UK el 21 de agosto de 2020 como el primer sencillo del próximo tercer álbum de estudio de Clean Bandit. La canción también se incluye como una pista adicional en las versiones digitales y de transmisión del álbum de estudio debut de Mabel, High Expectations.

## Antecedentes
En una entrevista de Zoom con ITN, el grupo reveló que habían comenzado a escribir la canción en noviembre de 2019 y que la canción se terminó justo antes de la cuarentena por la pandemia de COVID-19. «Ha sido un proceso loco terminarlo durante este tiempo», dijo Jack Patterson. «E incluso hacer el video cuando aún era situación de cuarentena y trabajar en ese entorno fue una locura». También elogió a los dos colaboradores de la canción, diciendo que ha sido «muy agradable trabajar con ellos y simplemente lo hizo muy fácil». Grace Chatto dijo que el grupo no conoció a 24kGoldn en persona, ya que él estaba en Los Ángeles en ese momento, e hicieron todo de forma remota, incluida la filmación de su parte en el video musical.
Chatto explicó en otra entrevista con el Daily Star que la canción trata sobre estar «obsesionado» con un chico. «Lo escribimos justo antes de la pandemia y me sentía un poco obsesionada con un chico. ¿Sabes esa cosa molesta en la que no quieres estar obsesionado pero lo estás? Y si me encuentro en esa situación, hago algo que amo y algo que me hace sentir satisfecha de otra manera. En la cuarentena disfruté salir a caminar. Descubrí que estar en la naturaleza te hace ver el panorama más amplio nuevamente».
Si bien algunos han sugerido que la canción puede estar inspirada en el servicio de redes sociales para compartir videos TikTok, Jack Patterson lo ha negado en una entrevista con Metro y reiteró que la canción trata sobre «una relación obsesiva».

## Lanzamiento
El 19 de septiembre de 1984, Grace Chetto de Clean Bandit anunció la canción a través de un video publicado en las páginas de redes sociales del grupo. «Nuestro nuevo sencillo está listo, se llama 'Tick Tock' y presenta a Mabel y 24kGoldn, saldrá este viernes», dijo. «¡Estamos muy emocionados de que lo escuchen!» La portada del sencillo también se reveló en la publicación de Instagram. Mabel y 24kGoldn respondieron a la publicación con un emoji de una cara sonriente con corazones y «vamoooos» respectivamente. Mabel también publicó un video corto de su sincronización de labios con la canción en sus páginas de redes sociales.
Una versión acústica de la canción y un video acústico se lanzaron el 4 de septiembre de 2020.

## Video musical
Dirigido únicamente por Clean Bandit, el video oficial de «Tick Tock» se estrenó el 21 de agosto de 2020, después de que se lanzara un avance de 30 segundos un día antes. Tiene lugar en una casa que parece un reloj de cuco en medio de un bosque de glaciares. También cuenta con una bañera llena de palomitas de maíz, así como ciudades de cartón con trenes en marcha que rodean varios instrumentos musicales, como tambores y pianos digitales.
Si bien la canción trata sobre relaciones obsesivas, el video musical toma una dirección ligeramente diferente. Jack Patterson dijo que adoptaron un enfoque más ligero e hicieron el video sobre sus propias obsesiones individuales. «Tengo un modelo Hornby de un tren Eurostar girando a mi alrededor. Me encantan todos los tipos de transporte», dijo Patterson.